# Pembroke (Georgia)
Pembroke è una città degli Stati Uniti d'America, situata in Georgia, nella Contea di Bryan, della quale è il capoluogo.